# 1er Match des étoiles de la Ligue continentale de hockey
Match suivant
Le 1er Match des étoiles de la Ligue continentale de hockey s'est déroulé le 10 janvier 2009 en extérieur sur la Place Rouge à Moscou. Il oppose la sélection russe de Alekseï Iachine à la sélection étrangère de Jaromír Jágr. Ce Match des étoiles vient marquer le milieu de la saison 2008-2009.

## Format
Chaque équipe est composée de deux entraîneurs, deux gardiens, six défenseurs et huit attaquants. Le format a été soumis au vote des spectateurs sur le site de la KHL. Deux choix ont été proposés : le premier, un match entre les meilleurs russes et les meilleurs étrangers et le second entre les meilleurs joueurs des clubs basés à l'Est et ceux de l'Ouest. Le 25 novembre 2008, le vote se clôture sur la victoire de la première formule avec 50,13 % (12 596 voix) contre 49,87 % (12 531 voix) des 25 127 votes.
Le tchèque Jaromír Jágr de l'Avangard Omsk a été nommé capitaine de l'équipe des étrangers et Alekseï Iachine du Lokomotiv Iaroslavl, capitaine de l'équipe russe. Yachine a choisi Andreï Nikolichine (Traktor Tcheliabinsk) et son coéquipier Alekseï Koudachov comme assistants. Jágr a choisi Marcel Hossa (Dinamo Riga) et son coéquipier à Omsk, Jakub Klepiš, comme assistant. La suite des dates importantes est la suivante :
- Du 2 décembre 2008 au 22 décembre 2008, les fans ont voté pour élire sur le site de la ligue les douze titulaires pour l'entame de la rencontre.
- Du 23 décembre 2008 au 26 décembre 2008, les journalistes élisent six joueurs pour le second bloc.
- Le 8 janvier 2009, la ligue choisi deux joueurs de plus pour chaque équipe.

## Composition des équipes
Équipe Iachine
|    | Joueur               | Équipe                | Voix   |
| -- | -------------------- | --------------------- | ------ |
| G  | Aleksandr Ieriomenko | Salavat Ioulaïev Oufa | 18 738 |
| D  | Ilia Nikouline       | Ak Bars Kazan         | 24 854 |
| D  | Vitali Prochkine     | Salavat Ioulaïev Oufa | 23026  |
| AD | Alekseï Morozov      | Ak Bars Kazan         | 44 549 |
| C  | Danis Zaripov        | Ak Bars Kazan         | 37 279 |
| AG | Maksim Souchinski    | SKA Saint-Pétersbourg | 25 839 |

Équipe Jágr
|    | Joueur          | Équipe                  | Voix   |
| -- | --------------- | ----------------------- | ------ |
| G  | Robert Esche    | SKA Saint-Pétersbourg   | 32 712 |
| D  | Raymond Giroux  | SKA Saint-Pétersbourg   | 28 548 |
| D  | Kevin Dallman   | Barys Astana            | 26 869 |
| AD | Pavel Brendl    | Torpedo Nijni Novgorod  | 41 570 |
| AG | Tony Mårtensson | Ak Bars Kazan           | 35 266 |
| C  | Jan Marek       | Metallourg Magnitogorsk | 34 032 |

### Autres joueurs sélectionnés
| Nom                    | Équipe                | Poste |
| ---------------------- | --------------------- | ----- |
| Konstantin Barouline   | HK CSKA Moscou        | G     |
| Alekseï Jitnik         | HK Dinamo Moscou      | D     |
| Konstantin Korneïev    | HK CSKA Moscou        | D     |
| Denis Kouliach         | HK CSKA Moscou        | D     |
| Alekseï Iachine (C)    | Lokomotiv Iaroslavl   | A     |
| Alekseï Koudachov (A)  | Lokomotiv Iaroslavl   | A     |
| Andreï Nikolichine (A) | Traktor Tcheliabinsk  | A     |
| Aleksandr Radoulov     | Salavat Ioulaïev Oufa | A     |
| Alekseï Terechtchenko  | Salavat Ioulaïev Oufa | A     |
| Sergueï Moziakine      | Atlant Mytichtchi     | A     |
| Oleg Saprykine         | HK CSKA Moscou        | A     |
|                        |                       |       |
| Sergueï Mikhaliov      | Salavat Ioulaïev Oufa | E     |
| Viatcheslav Bykov      | HK CSKA Moscou        | E     |
| Igor Zakharkine (en)   | HK CSKA Moscou        | E     |

| Nom                  | Équipe                  | Poste |
| -------------------- | ----------------------- | ----- |
| Ray Emery            | Atlant Mytichtchi       | G     |
| Karel Rachůnek       | HK Dinamo Moscou        | D     |
| Magnus Johansson     | Atlant Mytichtchi       | D     |
| Ben Clymer           | Dinamo Minsk            | D     |
| Jaromír Jágr (C)     | Avangard Omsk           | A     |
| Marcel Hossa (A)     | Dinamo Riga             | A     |
| Jakub Klepiš (A)     | Avangard Omsk           | A     |
| Jaroslav Kudrna (en) | Metallourg Magnitogorsk | A     |
| Esa Pirnes           | Atlant Mytichtchi       | A     |
| Branko Radivojevič   | HK Spartak Moscou       | A     |
| Aleh Antonenka       | HK MVD                  | A     |
|                      |                         |       |
| Barry Smith (en)     | SKA Saint-Pétersbourg   | E     |
| Kari Heikkilä        | Lokomotiv Iaroslavl     | E     |
| Vladimír Vůjtek      | HK Dinamo Moscou        | E     |

## Concours d'habiletés
- Concours 1 : patineur le plus rapide.
- Concours 2 : tirs de pénalité.
- Concours 3 : tir contre la balustrade le plus lointain.
- Concours 4 : relais par équipe en slalom.
- Concours 5 : compétition entre gardiens.
- Concours 6 : tir le plus précis.
- Concours 7 : relais par équipe.

L'équipe Iachine l'emporte 6-2.

## Résultat
L'équipe Jágr s'impose 7-6 contre l'équipe Yachine. Le but de la victoire est inscrit dans l'ultime minute du troisième tiers-temps.
| #                 | Score            | Équipe           | Buteur (Passeur(s))               | Temps            |
| Première période  | Première période | Première période | Première période                  | Première période |
| ----------------- | ---------------- | ---------------- | --------------------------------- | ---------------- |
| 1                 | 0-1              | Équipe Jágr      | Hossa (Klepiš, Jágr)              | 07 min 36 s      |
| 2                 | 1-1              | Équipe Iachine   | Moziakine (Souchinski, Prochkine) | 11 min 03 s      |
| 3                 | 1-2              | Équipe Jágr      | Clymer (Klepiš, Jágr)             | 11 min 31 s      |
| 4                 | 1-3              | Équipe Jágr      | Kudrna (Marek, Pirnes)            | 14 min 28 s      |
| Seconde période   |                  |                  |                                   |                  |
| 5                 | 2-3              | Équipe Iachine   | Kouliach (Iachine)                | 28 min 25 s      |
| 6                 | 2-4              | Équipe Jágr      | Hossa (Pirnes)                    | 35 min 15 s      |
| 7                 | 3-4              | Équipe Iachine   | Moziakine                         | 38 min 15 s      |
| 8                 | 4-4              | Équipe Iachine   | Saprykine                         | 39 min 58 s      |
| Troisième période |                  |                  |                                   |                  |
| 9                 | 5-4              | Équipe Iachine   | Saprykine (Radoulov)              | 48 min 05 s      |
| 10                | 5-5              | Équipe Jágr      | Marek                             | 49 min 35 s      |
| 11                | 6-5              | Équipe Iachine   | Radoulov                          | 55 min 31 s      |
| 12                | 6-6              | Équipe Jágr      | Brendl                            | 57 min 13 s      |
| 13                | 6-7              | Équipe Jágr      | Hossa                             | 59 min 01 s      |